# Echinopepon milliflorus
Echinopepon milliflorus là một loài thực vật có hoa trong họ Cucurbitaceae. Loài này được Naudin mô tả khoa học đầu tiên năm 1866.